# Тасманийская пятнистая кошачья акула
Тасманийская пятнистая кошачья акула (лат. Asymbolus vincenti) — один из видов рода австралийских пятнистых кошачьих акул (Asymbolus), семейство кошачьих акул (Scyliorhinidae).

## Ареал
Этот вид акул обитает у южного побережья Австралии от Виктории до мыса Луин, включая Тасманию. Встречается на глубине от 130 до 220 м, но чаще держится не глубже 100 м.

## Биология
Достигает длины 56 см. У самцов половая зрелость наступает при достижении длины 38 см. Тасманийские пятнистые кошачьи акулы размножаются, откладывая яйца.

## Взаимодействие с человеком
Иногда попадает в качестве прилова в глубоководные сети. Международный союз охраны природы присвоил этому виду статус «Вызывающий наименьшие опасения».